# Linia kolejowa nr 280 (Czechy)
Linia kolejowa nr 280 – linia kolejowa w Czechach, biegnąca przez kraje: ołomuniecki i zliński, od Hranic do granicy ze Słowacją.